# Geschossfläche
Die Geschossfläche (Abkürzung: GF) ist ein Begriff aus dem Bau- und Planungsrecht. Sie wird in Deutschland definiert durch § 20 Abs. 3 Baunutzungsverordnung (GF). Hiervon zu unterscheiden ist der Begriff der Brutto-Grundfläche (BGF) nach DIN 277, in Österreich nach der ÖNORM B 1800 (Ermittlung von Flächen und Rauminhalten von Bauwerken).
Die Geschossfläche fließt in der Bundesrepublik Deutschland in das Maß der baulichen Nutzung ein, das in Bebauungsplänen zusammengesetzt aus der Grundflächenzahl (GRZ), dem Höchstwert und unter Umständen auch dem Mindestwert der Geschossflächenzahl (GFZ) und der Baumassenzahl (BMZ) den Grad baulicher Nutzung von Grundstücken festlegt. Die Geschossflächenzahl gibt dabei an, wie hoch das Verhältnis der gesamten Geschossfläche aller Vollgeschosse der vorgesehenen Bebauung auf einem Grundstück zu der Fläche des Baugrundstückes maximal sein darf.
Die Geschossfläche wird nach den Außenmaßen des Gebäudes in allen Vollgeschossen ermittelt. Entgegen der in vielen Quellen beschriebenen Minderung um Flächen unter Dachschrägen klärte das Bundesverwaltungsgericht mit seiner Entscheidung vom 7. Juni 2006, dass dies mit dem Gesetzestext der Baunutzungsverordnung nicht konform geht und daher unzulässig ist. Im Bebauungsplan kann allerdings festgesetzt werden, dass auch diese Flächen – und gegebenenfalls weitere Flächen wie die von Treppenräumen – mitzurechnen oder ausnahmsweise nicht mitzurechnen sind. Im Normalfall bleiben Balkone, Loggien und Terrassen bei der Berechnung der Geschossfläche unberücksichtigt. Voraussetzung hierfür ist jedoch, dass diese so genannten Nebenanlagen nach den jeweiligen Landesbauordnungen in den Abstandsflächen zulässig sind.

## Abgrenzung
Oft wird fälschlicherweise anstatt der Brutto-Grundfläche (BGF) der Begriff Bruttogeschossfläche verwendet. Dieser Begriff ist in keiner Norm oder Vorschrift definiert, hält sich aber hartnäckig. Die Geschossfläche wird per Definition von den Außenmaßen aller Vollgeschosse eines Gebäudes ermittelt. Die Brutto-Grundfläche wird demgegenüber nach den Außenmaßen aller Geschosse bestimmt, also auch der Nichtvollgeschosse wie Keller, Dachböden, Staffelgeschosse etc., jedoch ausgenommen von Grundflächen von nicht nutzbaren Dachflächen, Lufträumen über Atrien und von konstruktiv bedingten Hohlräumen, z. B. in belüfteten Dächern oder über abgehängten Decken.
Auf Grundlage der Geschossfläche kann die Geschossflächenzahl (GFZ) berechnet werden. Sie beschreibt das Verhältnis der Geschossfläche zur Grundstücksfläche.